# Federação Gaúcha de Futsal
La Federação Gaúcha de Futsal (conosciuta con l'acronimo di Futsal-RS) è un organismo brasiliano che amministra il calcio a 5 nella versione FIFA per lo stato di Rio Grande do Sul.
Fondata il 4 giugno 1956, la Federazione Gaucha è tra le più antiche del Brasile nonché la più titolata a livello di vittorie per selezione. Porto Alegre, sede della federazione, è anche una delle sedi preferite delle manifestazioni per il futsal brasiliano che vi ha celebrato quattro Brasileiro de Seleções de Futsal. Presente sin dalla prima competizione per selezioni, la federazione del Rio Grande do Sul ha conquistato ben otto vittorie nel 1977, 1979, 1980, 1989, 1995, 1997, 2003, 2005 che la rendono la più titolata a livello nazionale.
A livello giovanile invece le selezioni gauche non hanno mai particolarmente brillato, si ricorda solo un quarto posto al Brasileiro sub-15 disputato nel 2006, migliore piazzamento di una selezione gaucha in una manifestazione giovanile.

## Palmarès
- 8 Brasileiro de Seleções de Futsal: 1977, 1979, 1980, 1989, 1995, 1997, 2003, 2005